# Fernand Pescatore
Fernand Pescatore (20 de juny de 1791- 25 de desembre de 1862) va ser un polític luxemburguès. Va ocupar el càrrec com a alcalde de la ciutat de Luxemburg de 1844 a 1848.
El 1841 va ser President de la cambra de comerç i el 28 de novembre de 1857 va a entrar a formar part dels membres del Consell d'Estat de Luxemburg.